# Melaleuca fluviatilis
Melaleuca fluviatilis (Barlow, 1997) è una pianta appartenente alla famiglia delle Myrtaceae, endemica del nord del Queensland in Australia.
Si tratta di un albero con corteccia cartacea, foglie strette e punte di fiori bianchi o color crema, che cresce di solito lungo le rive dei corsi d'acqua. È comune nelle aree tropicali e viene talvolta confusa con la Melaleuca argentea, sebbene manchi del fogliame argenteo di quest'ultima.

## Descrizione
Melaleuca fluviatilis è un albero che può crescere fino a 30 metri di altezza con corteccia cartacea bianca o grigia e aspetto piangente. Le sue foglie sono disposte sui rami alternativamente, lunghe circa 180 mm e larghe da 5 a 19 mm, di forma ellittica molto stretta e con da 5 a 7 venature parallele. Entrambe le facce delle foglie sono ricoperte di una bella e soffice peluria quando sono giovani, ma divengono glabre con la maturità.
I fiori sono di un colore che va dal bianco al verde cremoso e sono sistemati in punte sull'asse delle foglie. Ogni punta contiene da 3 a 18 gruppi di fiori a terne e può raggiungere una lunghezza di 100 mm per un diametro di 40. I petali sono lunghi da 1,5 a 3,5 mm e cadono quando i fiori si aprono. Gli stami sono raggruppati in fasci attorno al fiore, ciascuno dei quali contiene da 3 a 9 stami. I fiori compaiono da maggio ad ottobre e sono seguiti da frutti in capsule lunghe da 2,5 a 4 mm.

## Distribuzione e habitat
Questa specie di melaleuca si trova sulla Penisola di Capo York, a sud a Gladstone e Biloela, e a ovest a Croydon, nel Parco Nazionale di Boodjamulla e in quello della Foresta Den. Essa cresce in un'ampia gamma di tipi di terreno, ma usualmente lungo corsi d'acqua e ai margini di foreste paludose, spesso in associazione con foreste pluviali o specie di sclerofillo.

## Tassonomia
Melaleuca fluviatilis venne formalmente descritta nel 1997 da Bryan Barlow in Nomen da un campione trovato nel letto sabbioso di un fiume a nord di Townsville.